# 잭 오할로런

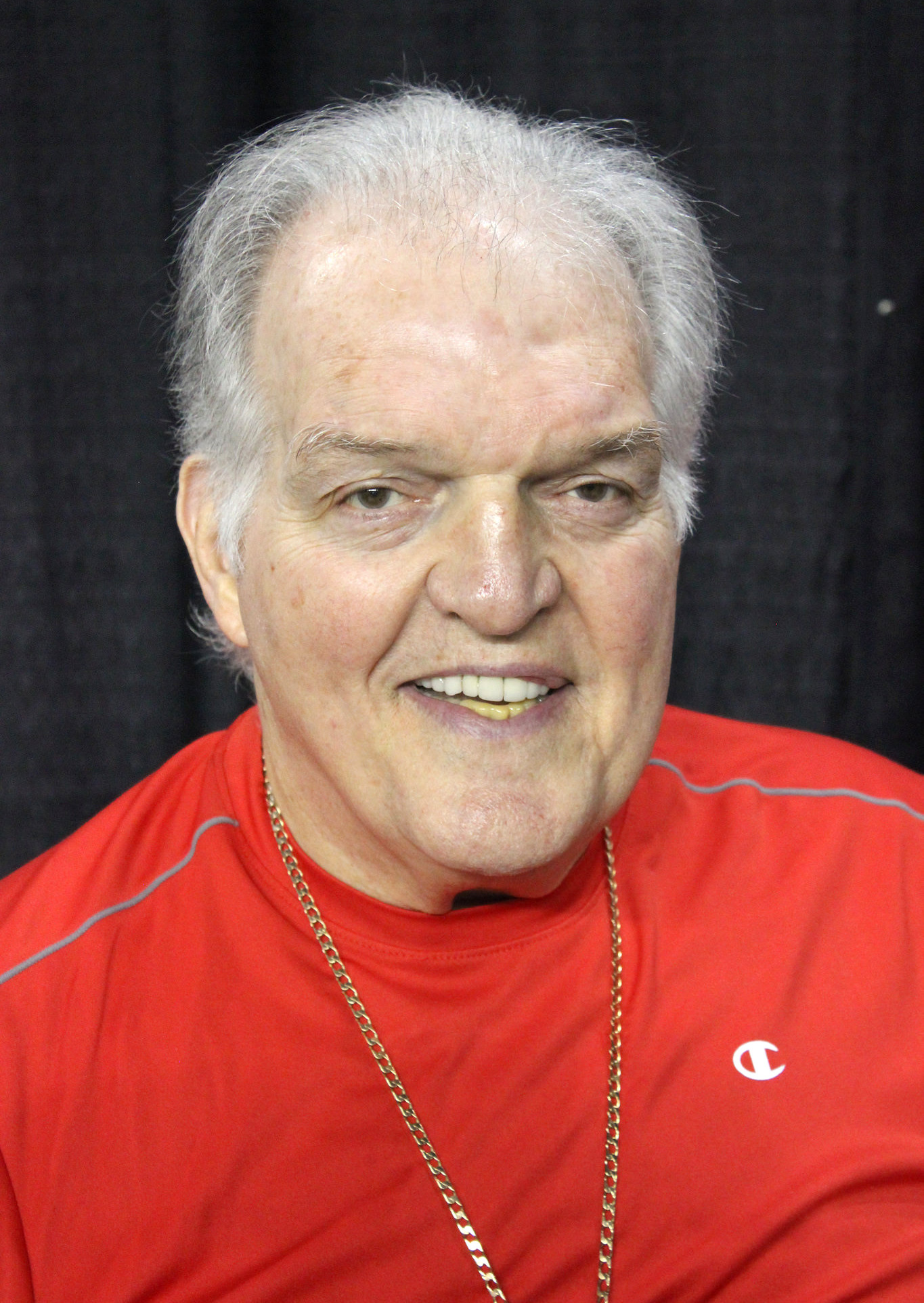

잭 오할로런(Jack O'Halloran, 1943년 4월 8일 ~ )은 미국의 배우, 텔레비전 배우, 권투 선수, 영화 프로듀서이다.
필라델피아에서 태어났다.

## 영화
- 엠바고 (2017년)
- 외계납치 (2016년)
- 슈퍼맨 2 - 리차드 도너 편집판 (2006년) - 넌 역
- 고인돌 가족 (1994년)
- 몹 보스 (1990년)
- 강력계의 영웅 (1988년)
- 드라그넷 (1987년)
- 발티모아 도박사 (1980년)
- 슈퍼맨 2 (1980년) - 논 역
- 슈퍼맨 (1978년) - 넌 역
- 라스트 부르맨 (1977년)
- 킹콩 (1976년) - 조 퍼코 역
- 잘 가요 내 사랑 (1975년)